# دييديريك جويل
دييديريك جويل (بالفرنسية: Tagueu Tadjo Diederrick Joel)‏ (6 ديسمبر 1993 في الكاميرون - ) هو لاعب كرة قدم كاميروني في مركز الهجوم. شارك مع منتخب الكاميرون تحت 17 سنة لكرة القدم ومنتخب الكاميرون تحت 20 سنة لكرة القدم ومنتخب الكاميرون لكرة القدم. أما مع النوادي، فقد لعب مع نادي سانتوس ونادي كروزيرو ونادي كوريتيبا ونادي لوندرينا ونادي الحزم.

## روابط خارجية
- دييديريك جويل على موقع قاعدة بيانات كرة القدم.إي يو (الإنجليزية)
- دييديريك جويل على موقع ليكيب (الفرنسية)
- دييديريك جويل على موقع ناشيونال فوتبول تيمز (الإنجليزية)
- دييديريك جويل على موقع Soccerway.com (الإنجليزية)
- دييديريك جويل على موقع AS.com (الإسبانية)